# 仙狸
中国的「仙狸」为中国神话的妖怪。古代「狸」是野貓的意思(指豹貓、山猫，不是現代的流浪貓之意，也不是指日語的狸(たぬき))，野猫经过长年的时间得到靈能力，会变成美男美女吸收人类的精气。。
日本传说的猫又据说就来源于中国的仙狸。按动物学分类，狐属犬科，狸属猫科。但讲“狐狸”词语的时候，现在通常指狐。以前则把“狐”和“狸”意义分开来。
传说狸只要修夠久便能成精，然后就能化身為人形。而在中文里，狐、狸其實是兩種生物统称,分別是狐與狸,习慣上常喜歡將之連稱,但中文狐狸词语主要指的是狐。在《搜神记》中出现的狐仙狸怪,已不同于《诗经》或《史记》中狐狸。已能幻化人形,巧言善辩,或媚人,或害人。
《点石斋画报》亦有《狸奴作祟》一篇。

## 资料
1. ↑  . 汉典.   [2019-02-14]. （原始内容存档于2019-05-04） （中文）.
2. ↑  . 汉典.   [2019-02-14]. （原始内容存档于2018-11-04） （中文）.
3. ↑  新紀元社編集部. 健部伸明監修 , 编. . Truth In Fantasy. 新紀元社. 2003: 94頁. ISBN 978-4-7753-0149-4.
4. ↑  一条真也監修. . 講談社. 2010: 194頁. ISBN 978-4-06-215952-4.
5. ↑  呼延蘇. . 日出出版／大雁出版基地. 2021年7月28日. ISBN 9789865515645.
6. ↑  楊海彥，謝宜安，阮宗憲,臺北地方異聞工作室. . 蓋亞文化. 2021年8月11日: 18頁. ISBN 9789863195894.
7. ↑  鐘穎. . 插畫家：小G瑋-SmallGwei. 楓樹林. 2022年2月7日. ISBN 9789865572945.
8. ↑  . 山东人民出版社. 1981年: 185.
9. ↑  . 2024-10-06 12:13  [2025-04-08].

## 参看
- 猫精
- 中国妖怪列表